# Juan Carlos Erba
Juan Carlos Erba (Ciudad de Buenos Aires, Argentina, 25 de mayo de 1961) es un exfutbolista argentino. Su puesto habitual era 
cómo defensor lateral y su último club fue Colón de Santa Fe. Su hermano Roque Erba también fue futbolista.

## Trayectoria
Se inició en el club Nueva Chicago, club en el cual es ídolo, jugando allí entre 1981 y 1984. En 1981 fue una de las figuras, junto a su hermano Roque Erba, del equipo que logró el ascenso a primera división. 
Posteriormente, adquirió su pase el Club Atlético Independiente de Avellaneda. En los 
"Diablos Rojos" jugó hasta 1989, obteniendo el Campeonato de Primera División 1988/89 (Argentina), temporada en la cual el plantel era dirigido por Jorge Solari. Luego, 
este defensor, de muy buenos recursos técnicos, se alistó en el Club Atlético Colón de 
Santa Fe, hasta su retiro definitivo. Entre sus características se destacaban la fortaleza 
para la marca, la claridad para una salida limpia, la ductilidad para jugar por ambas 
bandas, y el criterio para pasar al ataque. Su estadística personal indica que jugó un total 
de 167 encuentros (163 por torneos locales y 4 por la Copa Libertadores de América), y 
convirtió 4 goles.

## Clubes
| Club          | País      |
| ------------- | --------- |
| Nueva Chicago | Argentina |
| Independiente | Argentina |
| Colón         | Argentina |